# Hamodes butleri
Hamodes butleri är en fjärilsart som beskrevs av John Henry Leech 1900. Hamodes butleri ingår i släktet Hamodes och familjen nattflyn. Inga underarter finns listade i Catalogue of Life.